# شایلو، شهرستان پاپ، آرکانزاس
شایلو (به انگلیسی: Shiloh) یک منطقهٔ مسکونی در ایالات متحده آمریکا است که در شهرستان پوپ، آرکانزاس واقع شده‌است. شایلو ۱۰۷٫۹ متر بالاتر از سطح دریا واقع شده‌است.